# Sanie
Pentru proba sportivă, vezi Sanie (probă sportivă)

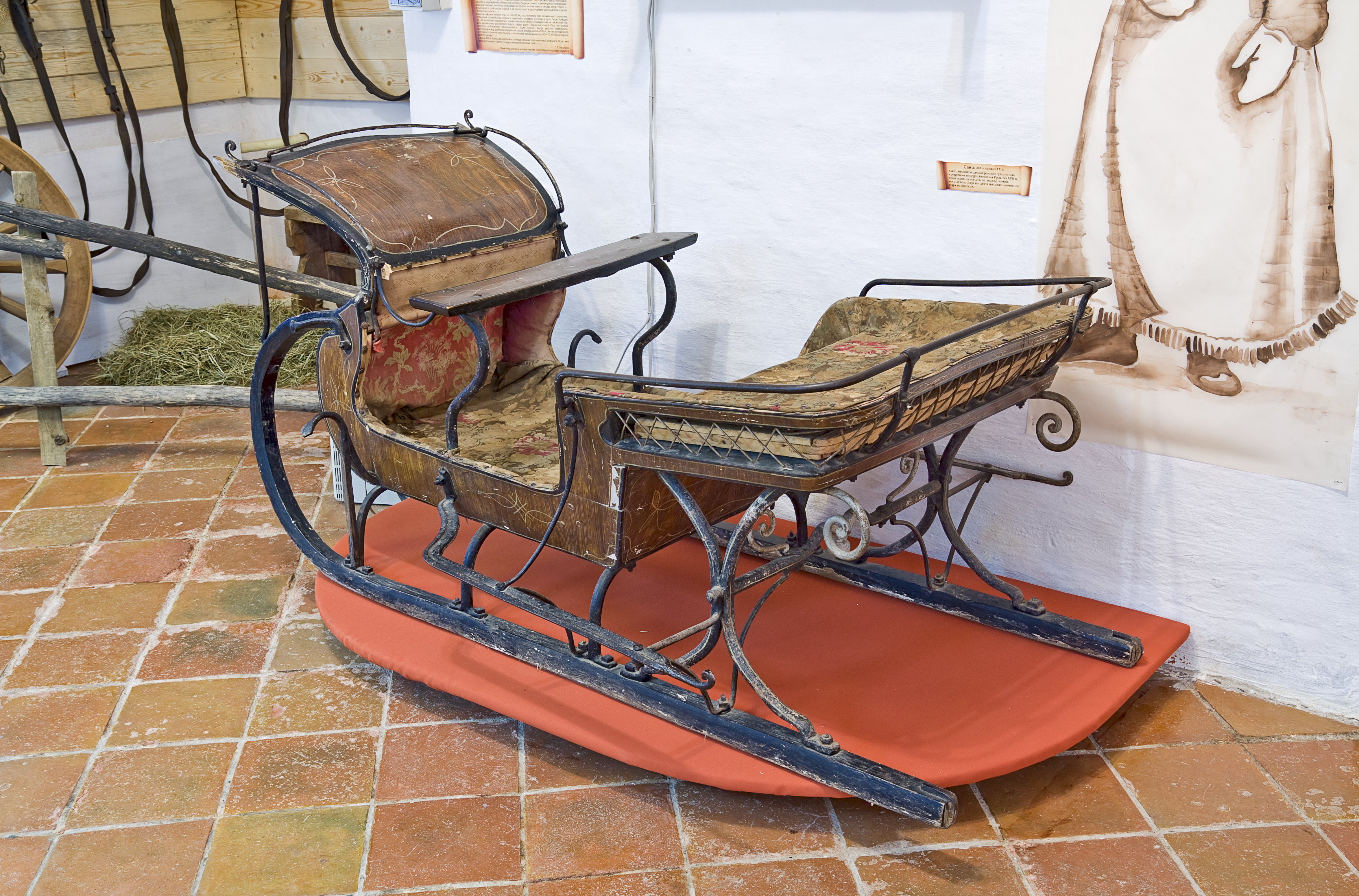

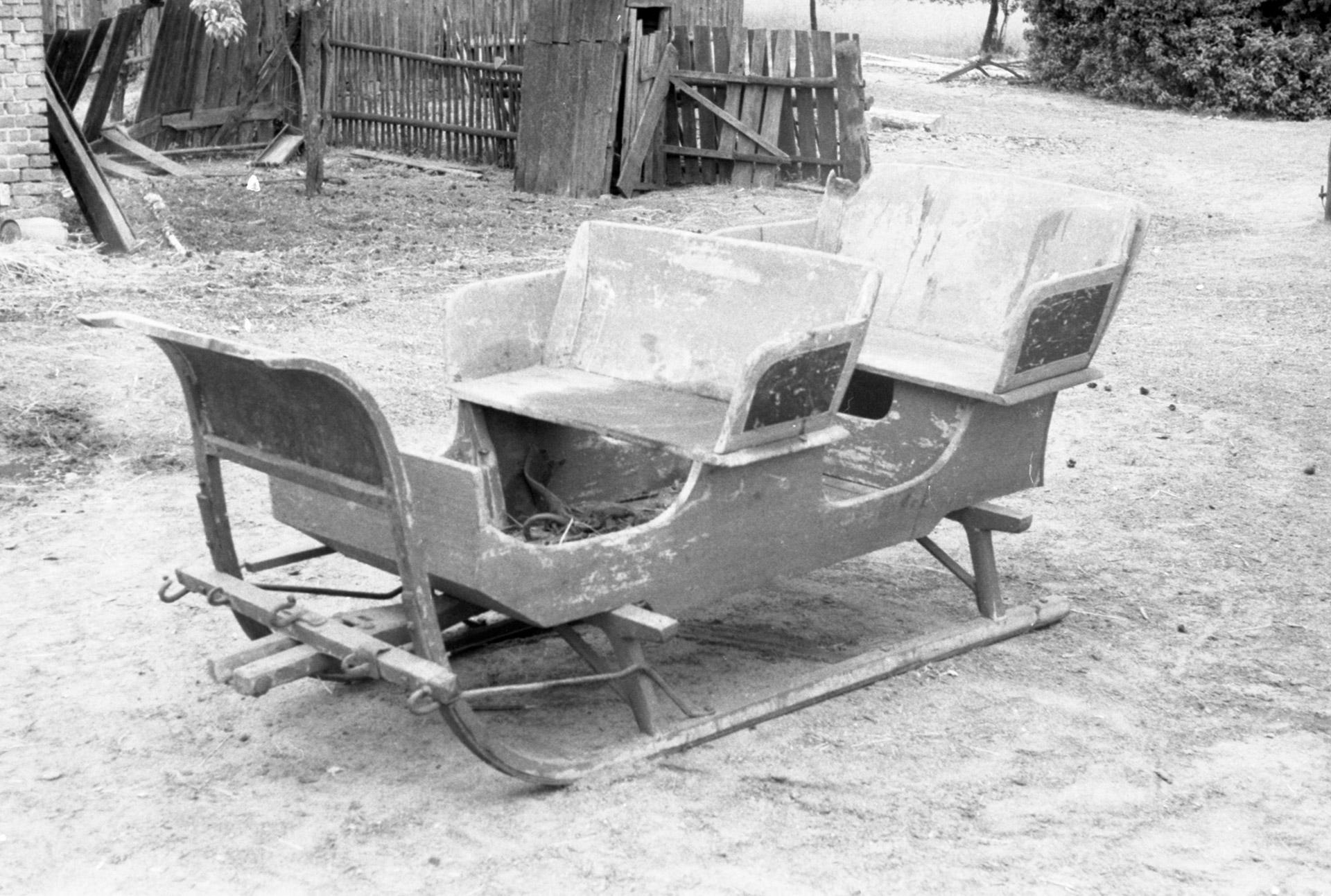

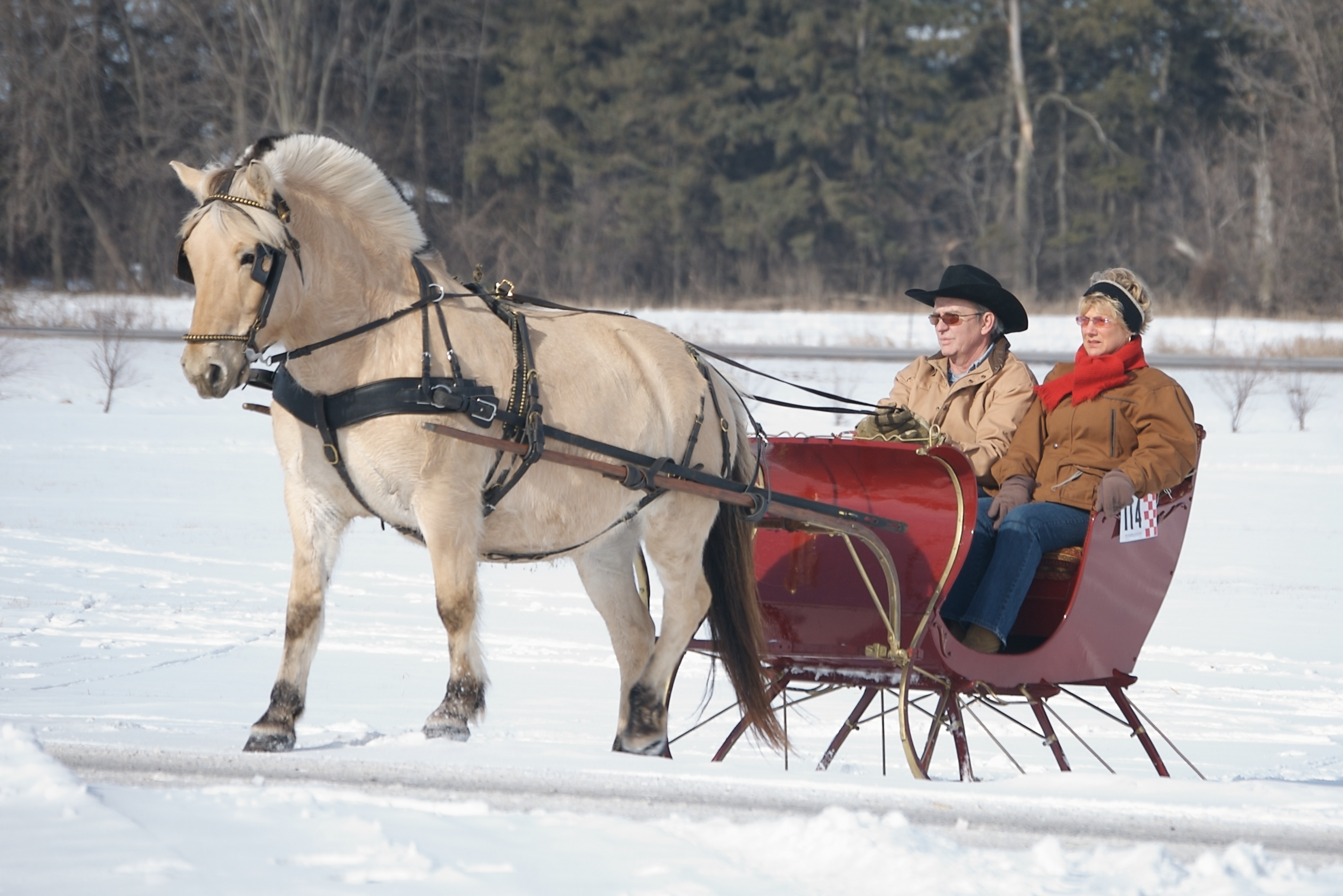
Sanie trasă de un cal

Sanie se numește un vehicul cu tracțiune umană, animală sau autopropulsat, care are două tălpi de lemn sau de metal, cu ajutorul cărora se deplasează prin alunecare pe zăpadă sau pe gheață. 